# Indotyphlidae
Indotyphlidae is een familie van wormsalamanders (Gymnophiona). De groep werd voor het eerst wetenschappelijk beschreven door Jean Lescure, Sabine Renous en Jean-Pierre Gasc in 1986. De verschillende soorten en geslachten werden lange tijd tot de familie Caeciliidae gerekend, zodat deze verouderde indeling in de literatuur vaak opduikt.
Er zijn 22 soorten in zeven geslachten waarvan er vier monotypisch zijn. Alle soorten komen voor in delen van India en noordoostelijk Afrika.

## Taxonomie
Familie Indotyphlidae
- Geslacht Gegeneophis
- Geslacht Grandisonia
- Geslacht Hypogeophis
- Geslacht Idiocranium
- Geslacht Indotyphlus
- Geslacht Praslinia
- Geslacht Sylvacaecilia